# Teun van Ringelenstein
Teun van Ringelenstein (Nijmegen, 19 september 1930) is een Nederlands voormalig profvoetballer.
Hij kwam vanaf N.E.C.-amateurs in 1954 naar de profs. Hij debuteerde in het eerste elftal op 17 september 1950 in de thuiswedstrijd tegen Heracles (2-0). Hoewel hij normaal gesproken als kanthalf of binnenspeler werd opgesteld, kon hij door zijn lengte soms ook als middenvoor of verdediger worden gebruikt.
Een hoogtepunt in zijn loopbaan was de hattrick die hij scoorde op 18 juni 1955. N.E.C. behaalde op de slotdag van de competitie in Eindhoven een 4-4 gelijkspel bij kampioen PSV. Na een 3-1 achterstand scoorde hij driemaal.
Van Ringelenstein was degene die alle vrije schoppen van N.E.C. nam, tot aan de komst van Moises Bicentini. In 1960 vertrok hij naar Germania.
Na zijn profcarrière werd Van Ringelenstein trainer van de N.E.C.-amateurs.

## Carrièrestatistieken
| Seizoen         | Club            | Land            | Competitie                   | Competitie | Competitie | Beker | Beker | Internationaal | Internationaal | Overig | Overig | Totaal | Totaal |
| Seizoen         | Club            | Land            | Competitie                   | Wed.       | Dlp.       | Wed.  | Dlp.  | Wed.           | Dlp.           | Wed.   | Dlp.   | Wed.   | Dlp.   |
| --------------- | --------------- | --------------- | ---------------------------- | ---------- | ---------- | ----- | ----- | -------------- | -------------- | ------ | ------ | ------ | ------ |
| 1950/51         | N.E.C.          | Nederland       | Eerste klasse B              | 12         | 0          | –     | 0     | 0              | 0              | 0      | 0      | 12     | 0      |
| 1951/52         | N.E.C.          | Nederland       | Eerste klasse D              | 6          | 1          | –     | 0     | 0              | 0              | 0      | 0      | 6      | 1      |
| 1952/53         | N.E.C.          | Nederland       | Eerste klasse A              | 17         | 3          | –     | 0     | 0              | 0              | 0      | 0      | 17     | 3      |
| 1953/54         | N.E.C.          | Nederland       | Eerste klasse A              | 19         | 2          | –     | 0     | 0              | 0              | 0      | 0      | 19     | 2      |
| 1954/55         | N.E.C.          | Nederland       | Eerste klasse B (afgebroken) | 7          | 3          | –     | –     | 0              | 0              | 0      | 0      | 7      | 3      |
| 1954/55         | N.E.C.          | Nederland       | Eerste klasse C              | 23         | 4          | –     | –     | 0              | 0              | 0      | 0      | 23     | 4      |
| 1955/56         | N.E.C.          | Nederland       | Eerste klasse A              | 24         | 3          | –     | –     | 0              | 0              | 0      | 0      | 24     | 3      |
| 1956/57         | N.E.C.          | Nederland       | Tweede divisie B             | 25         | 6          | –     | 0     | 0              | 0              | 0      | 0      | 25     | 6      |
| 1957/58         | N.E.C.          | Nederland       | Tweede divisie B             | 14         | 2          | –     | 0     | 0              | 0              | 0      | 0      | 14     | 2      |
| 1958/59         | N.E.C.          | Nederland       | Tweede divisie B             | 22         | 6          | 3     | 0     | 0              | 0              | 0      | 0      | 25     | 6      |
| 1959/60         | N.E.C.          | Nederland       | Tweede divisie A             | 16         | 4          | –     | –     | 0              | 0              | 0      | 0      | 16     | 4      |
| Carrière totaal | Carrière totaal | Carrière totaal | Carrière totaal              | 185        | 34         | 3     | 0     | 0              | 0              | 0      | 0      | 188    | 34     |